# Bulbophyllum tanystiche
Bulbophyllum tanystiche là một loài phong lan thuộc chi Bulbophyllum.